# Virlet
Virlet település Franciaországban, Puy-de-Dôme megyében. Lakosainak száma 268 fő (2022. január 1.). Virlet Marcillat-en-Combraille, Ronnet, La Crouzille, Pionsat és Le Quartier községekkel határos.

## Népesség
A település népessége az elmúlt években az alábbi módon változott:
| Lakosok száma | 274  | 272  | 273  | 272  | 270  | 268  | 266  | 268  | 268  |
|               | 2013 | 2015 | 2016 | 2017 | 2018 | 2019 | 2020 | 2021 | 2022 |